# Hyptia libertatis
Hyptia libertatis är en stekelart som beskrevs av Charles Thomas Brues 1915. Hyptia libertatis ingår i släktet Hyptia och familjen hungersteklar. Inga underarter finns listade i Catalogue of Life.